# Arena (Wien)

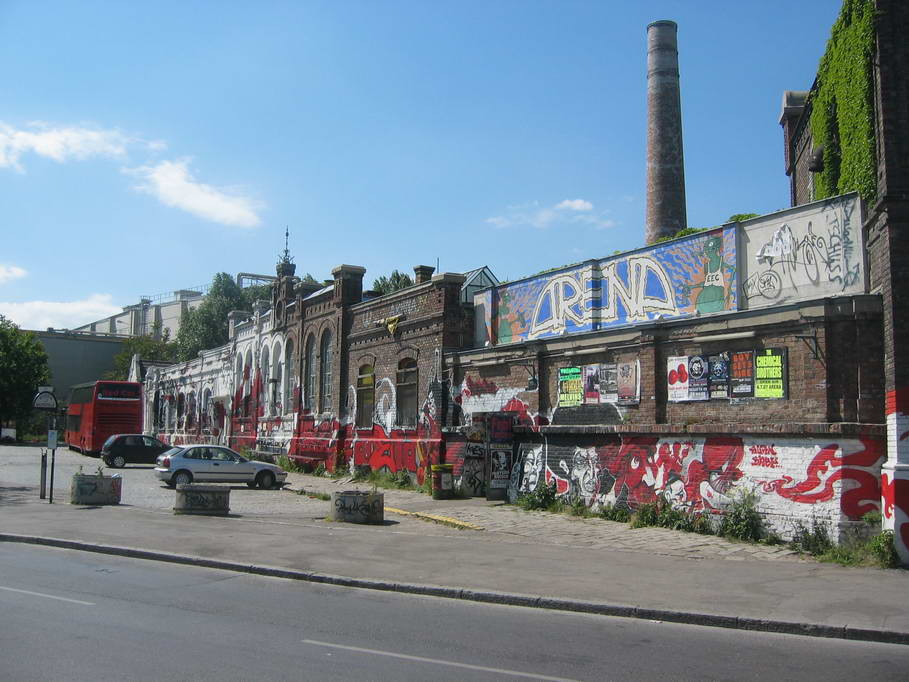
Außenansicht der Arena (2007)

Die Arena ist ein Veranstaltungsort in Wien-Landstraße, der sich als alternatives Kulturzentrum, speziell für Jugendkultur, Konzerte verschiedener Richtungen und andere Musikveranstaltungen versteht. Im Sommer wird sie auch als Freiluftkino genutzt. Die Arena befindet sich in einem industriell geprägten Umfeld im Stadtteil Erdberg und ist aus einem früher als Schlachthof genutzten Gelände im Stadtteil Sankt Marx entstanden. Sie wird vom Verein Forum Arena Wien betrieben, der autonom und basisdemokratisch arbeitet und ist Mitglied der IG Kultur Wien.

## Geschichte

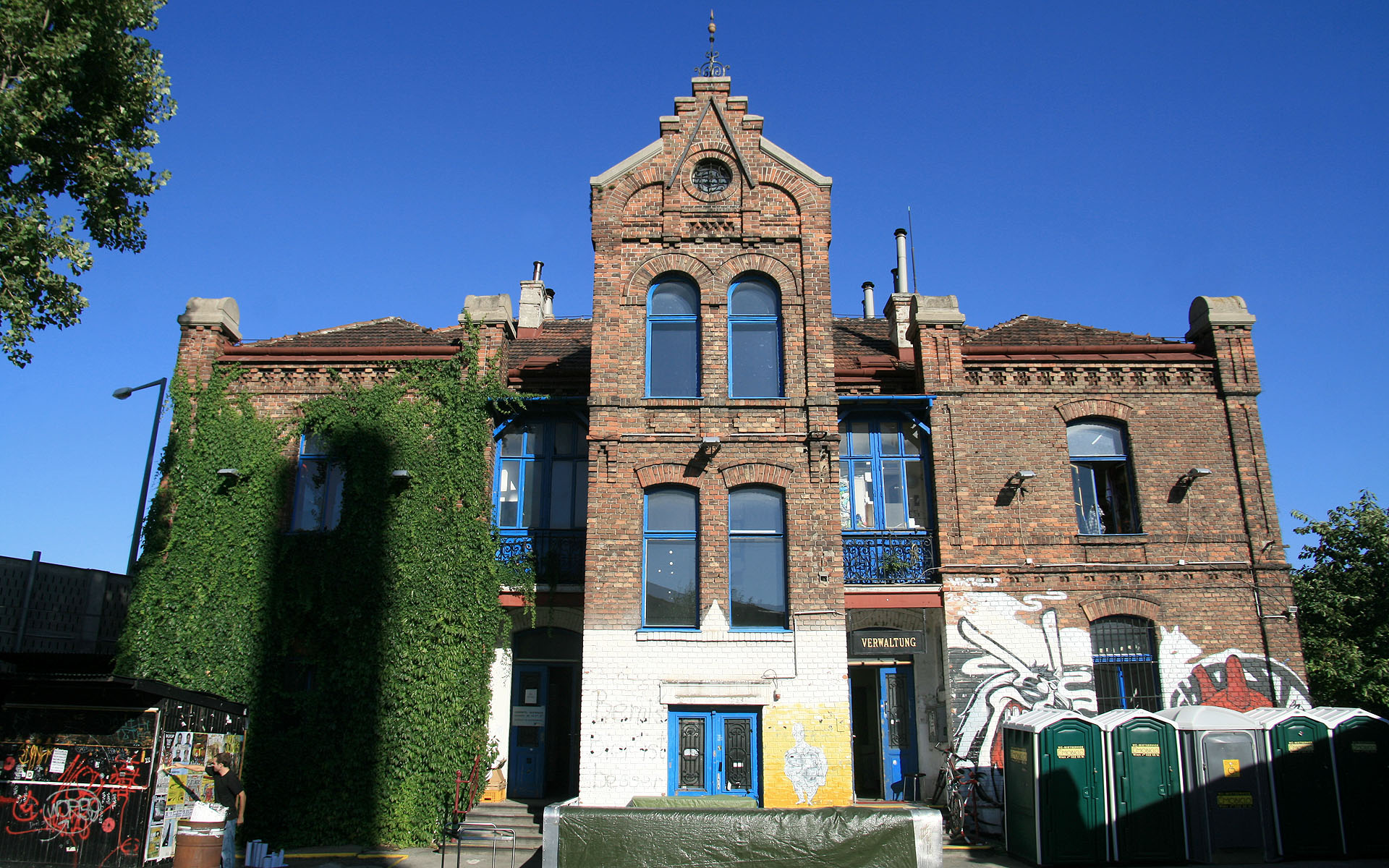
Das historische Verwaltungsgebäude der Arena (2011)

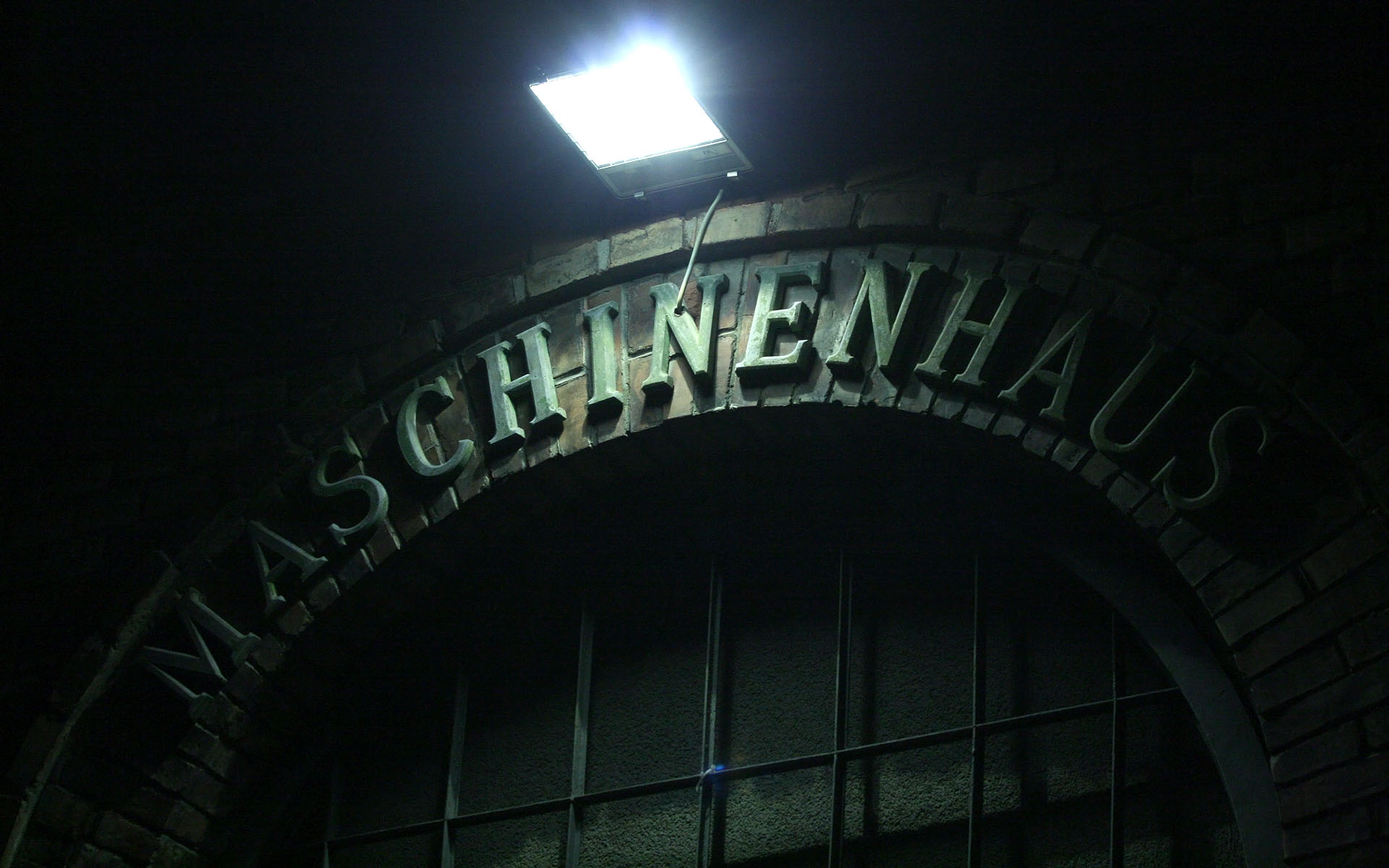
Zugang zur großen Halle, dem früheren "Maschinenhaus" (2011)

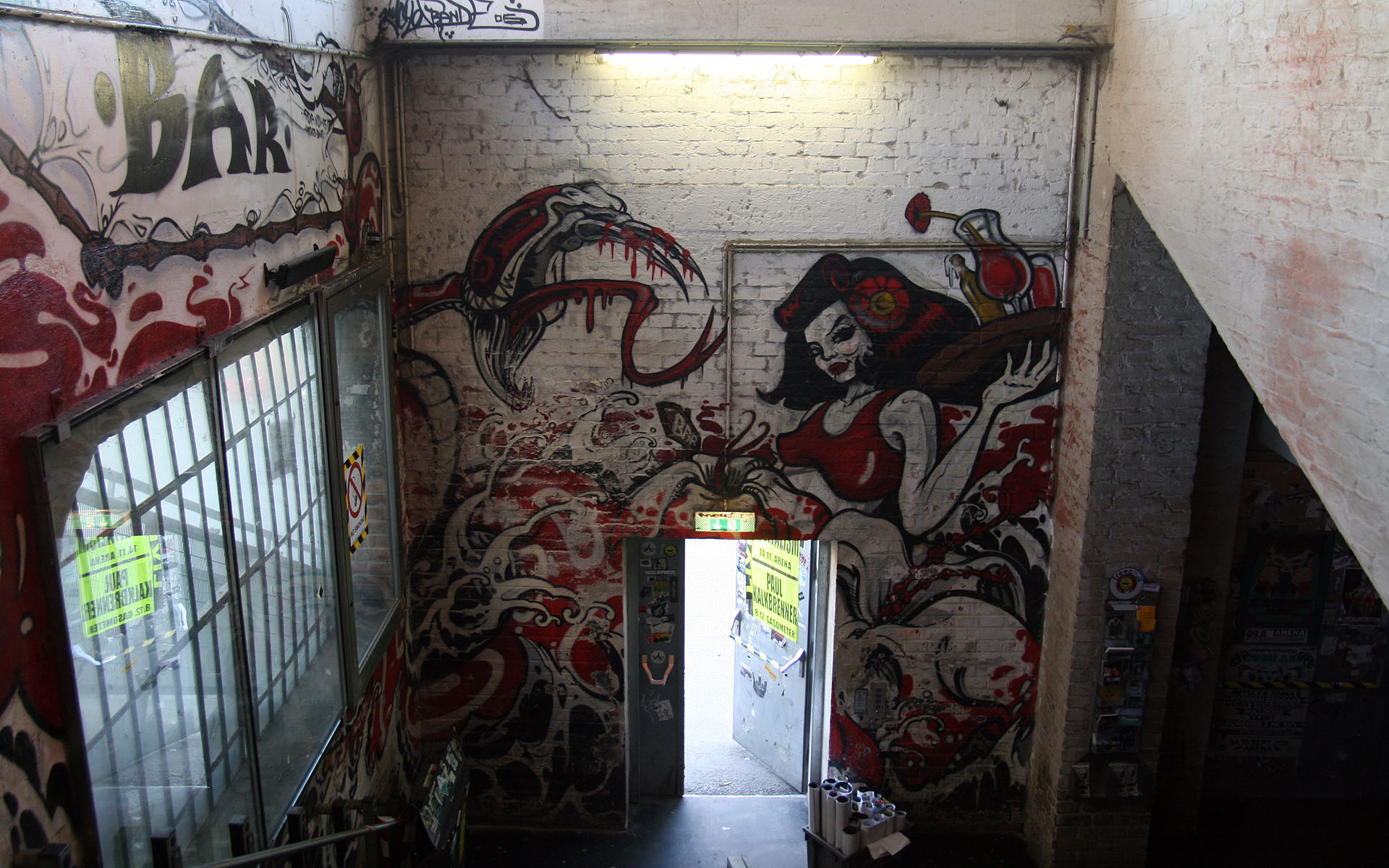
Im Inneren des Veranstaltungsgebäudes (2011)

Ab dem Jahr 1970 gab es im Rahmen der Wiener Festwochen unter dem Intendanten Ulrich Baumgartner mit der Festwochen-Arena eine alternative Veranstaltungsschiene. Gründer, Leiter und Organisator der ersten „Arena 70“ im Museum des 20. Jahrhunderts war Wolfgang Lesowsky, der für einige Wochen die damalige Avantgarde aus Literatur, Musik und Theater versammelte, wie H. C. Artmann, Alfred Kolleritsch, Wolfgang Bauer, Gunter Falk, Gerhard Rühm, Andreas Okopenko, Erich Fried, Erwin Piplits, Ram Chandra Mistry, die New Yorker Straßentheatergruppe „La Mama“ u. v. a.
In Eigenverantwortung übernahm Lesowsky auch die Leitung der nachfolgenden „Arena 70/2“ im ehemaligen Varieté und Nachtlokal „Casanova“ (Wien-Innere Stadt, Dorotheergasse 6–8). Die (unsubventioniert gebliebene) Veranstaltungsreihe, die von 10. November bis 31. Dezember 1970 laufen sollte, wurde jedoch wegen eines geringer gewordenen Publikumsinteresses und den damit einhergegangenen Schulden sowie nicht zuletzt wegen theaterpolizeilicher Beanstandungen mit 12. Dezember beendet. Für das Problem der Weiterführung des Open house als Willensäußerung des Untergrunds konnte umgehend keine Lösung gefunden werden.
Im Jänner 1971 wurde für März selben Jahres von einer Auferstehung der Arena 70 mit Mitteln der Schweizer Stiftung Pro Helvetia berichtet, wobei, in Anbetracht zu erwartender Mietkosten, die neuerliche Nutzung des Nachtlokals Casanova als unwahrscheinlich darstellt wurde. Wolfgang Lesowsky, zu jener Zeit noch mit finanziellen Verbindlichkeiten der Herbstarena belastet, wurde mit Blick auf eine Nachsubventionierung ein Überbrückungskredit gewährt.
1971–1974 haben die Wiener Festwochen unter dem Titel „Arena“ ein Avantgardetheater an verschiedenen Plätzen weitergeführt, seit 1975 fanden Aufführungen im ehemaligen Auslands-Schlachthof Sankt Marx (errichtet 1916 als Kontumaz-Markt und Seuchenhof) statt. 1976 sollten nach dem Ende des Veranstaltungsprogramms die dortigen Gebäude abgerissen und dort ein Textilzentrum errichtet werden. Diese Pläne führten jedoch zu massiven Protesten, auch weil das kulturelle Angebot zu dieser Zeit ohnehin zu wünschen übrig ließ.
Ende Juni 1976 gipfelten diese schließlich in der Besetzung des Arena-Geländes, die mehr als drei Monate andauerte und an der sich beispielsweise auch Persönlichkeiten aus der Austropop-Szene mit Gratis-Auftritten beteiligten. Ein spontanes Konzert gab auch der kanadische Singer-Songwriter Leonard Cohen. Daneben zogen Lesungen und Theateraufführungen tausende Besucher an. Die Stadt Wien reagierte zunächst abwartend. Große Teile der Wiener Bevölkerung unterstützten die Forderung, die Arena als ständiges Kulturzentrum zu erhalten. Erschwert wurde ein Kompromiss dadurch, dass das Areal bereits fest der Textilkette Schöps zugesichert wurde, welche schon konkrete Pläne für einen Abbruch und Neubau hatte, auch wurden die sanitären Verhältnisse zunehmend schlechter. Verschiedene Lösungsvarianten scheiterten und die Lage wurde zunehmend angespannter. Nach mehreren kleinen Polizeieinsätzen und nachdem die Stadt Wien die Wasser- und Stromzufuhr abgedreht hatte, verließen die Besetzer im Oktober 1976 die Arena. Noch im selben Monat wurden die Gebäude des Auslands-Schlachthofes abgerissen. Heute befindet sich dort das Modecenter (MGC), das als Textilgroßhandelszentrum, Bürohaus und teilweise für Veranstaltungen genutzt wird.
Seitens der Stadt bestand jedoch weiterhin das Angebot, für die Arena den nördlich benachbarten ehemaligen Inlands-Schlachthof (1909/10 erbaut als Städtisches Schweineschlachthaus) zur Verfügung zu stellen. Dieser Vorschlag wurde von manchen Gruppierungen nun aufgegriffen, andere jedoch betrachteten jegliche Verhandlungen darüber als „Verrat“. Im Juli 1977 kam es schließlich zu einer Einigung, so dass die Arena seither auf dem dortigen Gelände untergebracht ist.

## Das Gelände

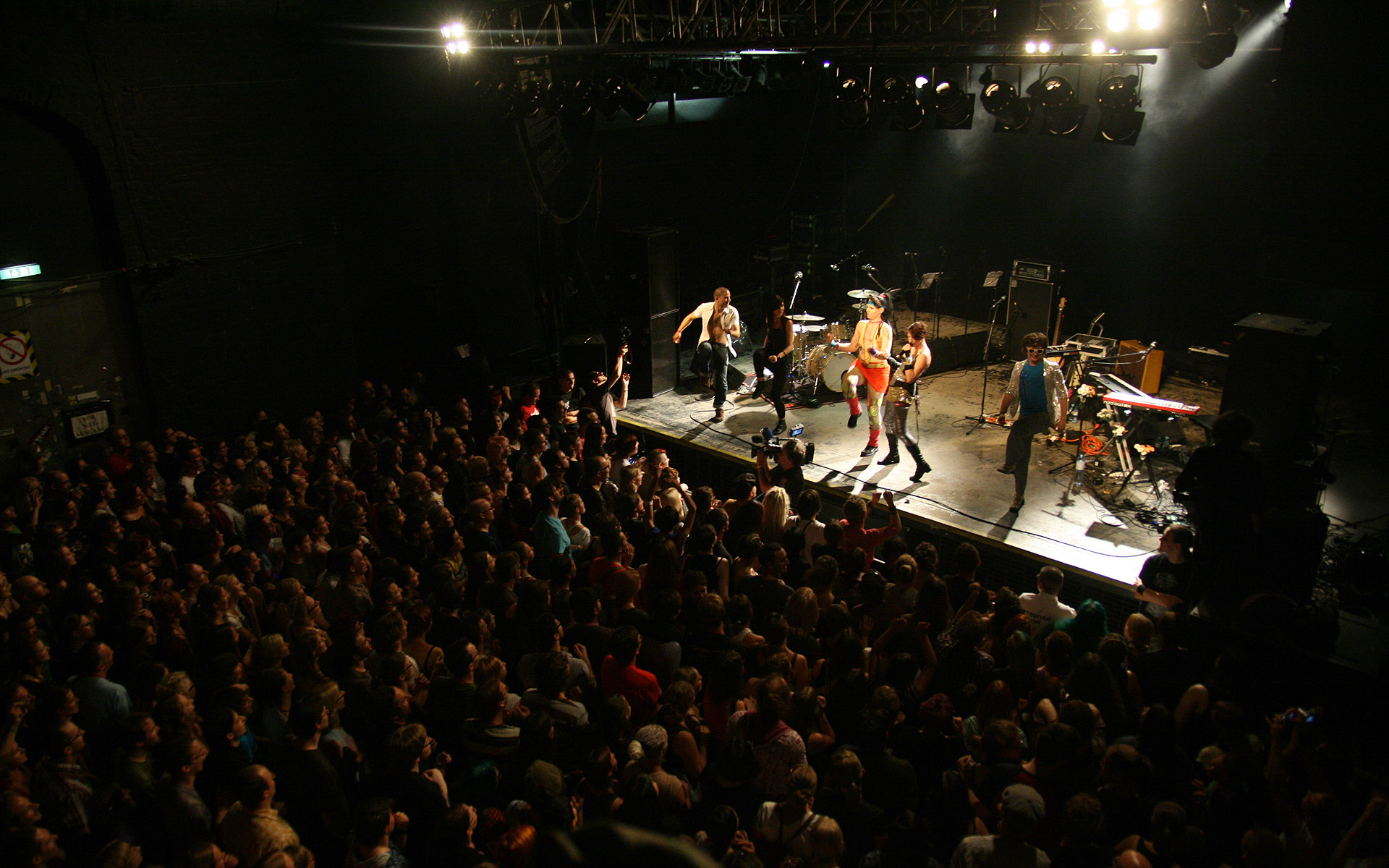
Konzert von Amanda Palmer in der Halle (2011)

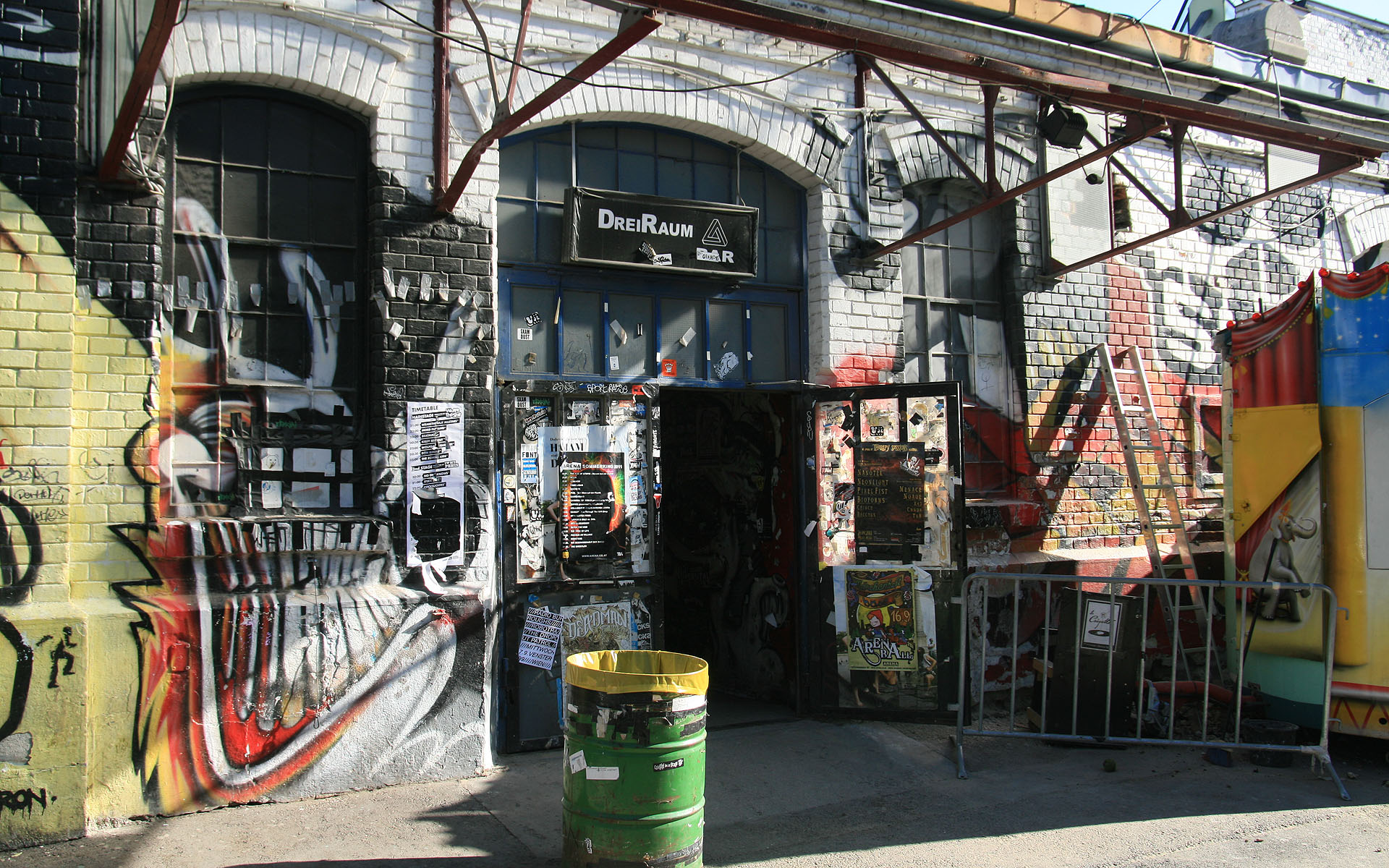
„Dreiraum“ (2011)

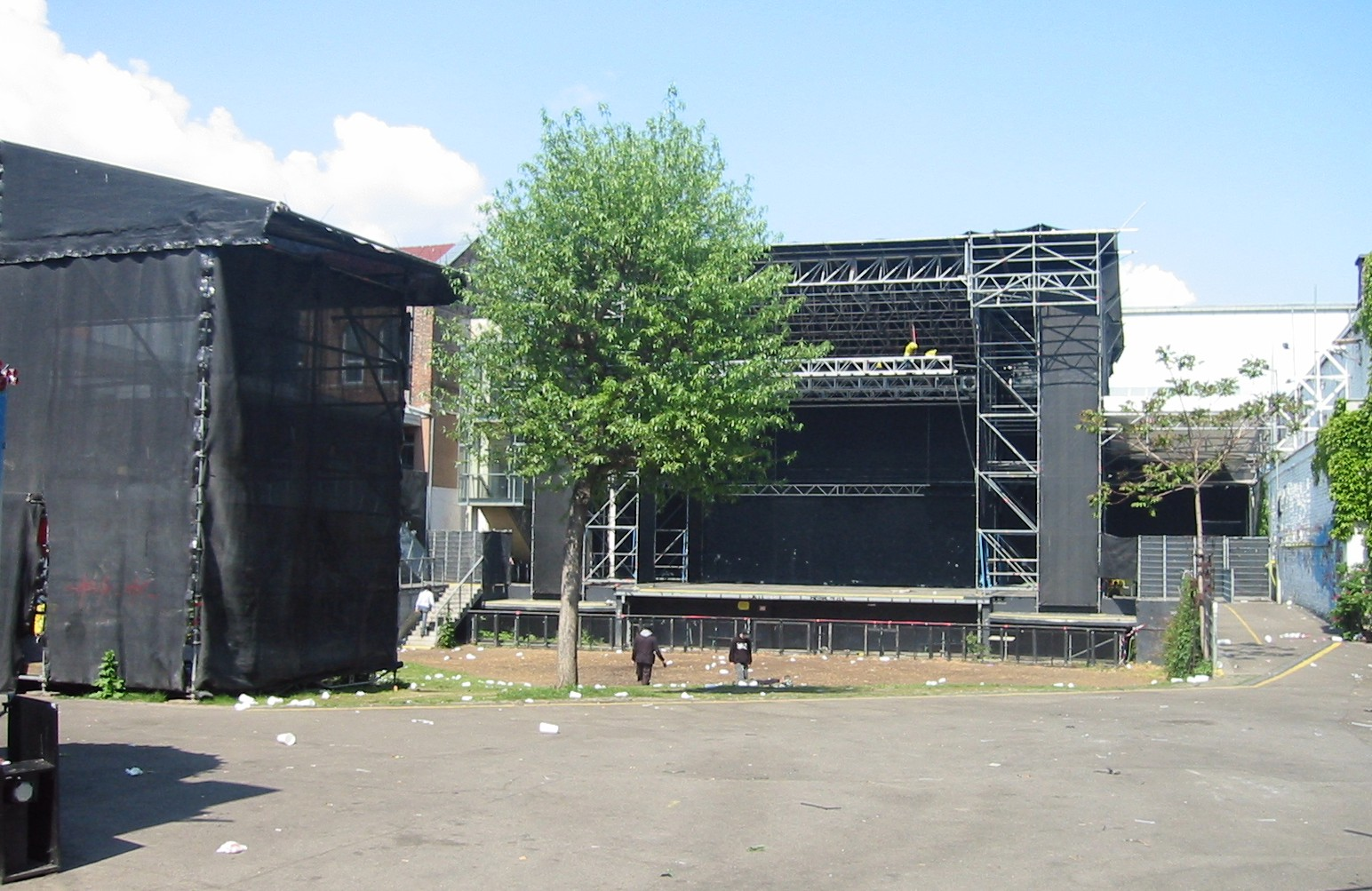
Freiluftbühne (2008)

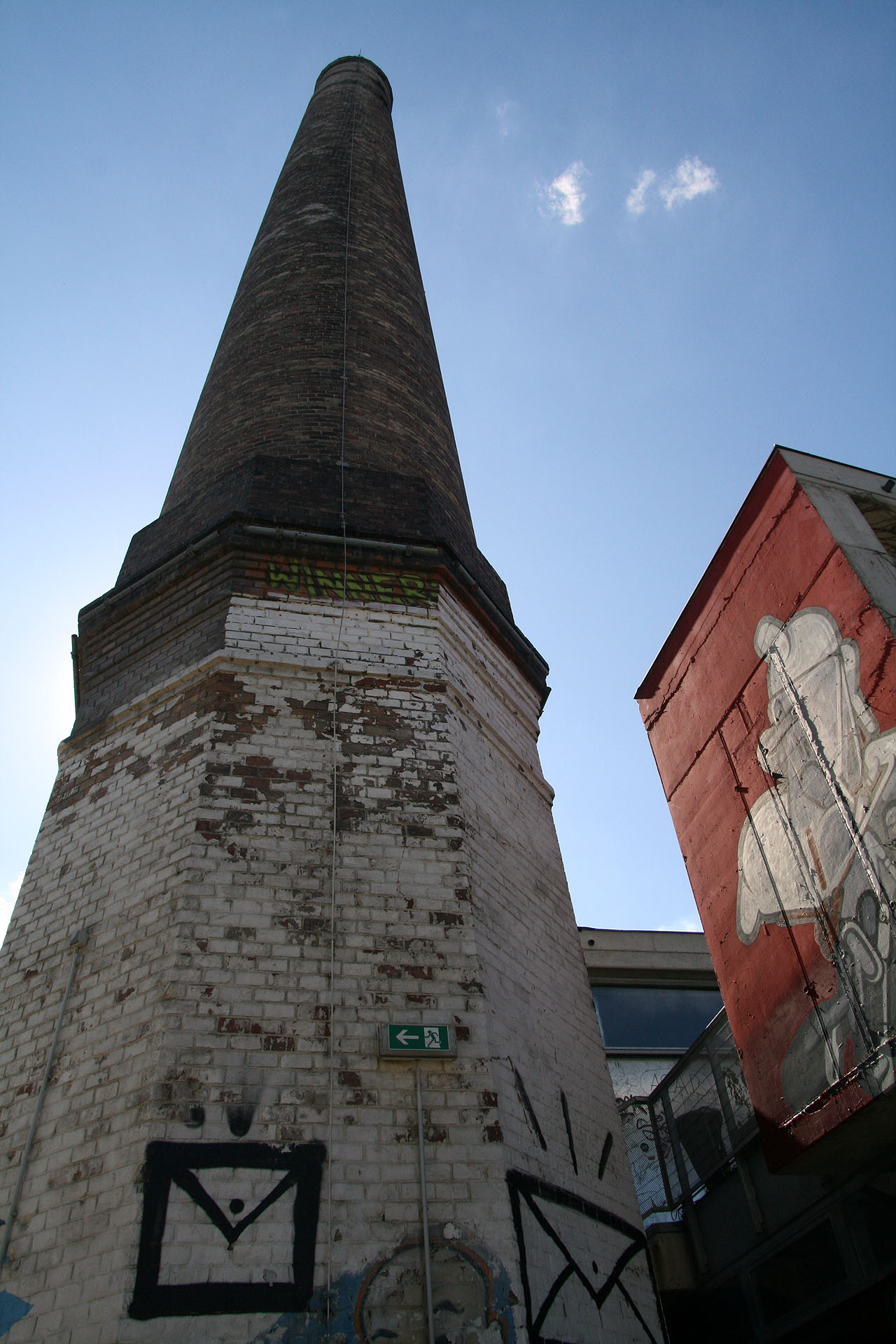
Der weithin sichtbare alte Schornstein (2011)

Das Veranstaltungsgelände der Arena besteht im Wesentlichen aus einem Freigelände und folgenden Gebäuden:
- Kleine Halle (mit der „Dreiraum Lounge“, auch für kleinere Film- und Theatervorführungen vorgesehen, Kapazität: 240 Personen[9])
- Große Halle (mit großer Tribüne, Kapazität: 935 Personen[10])
- Freiluftbühne (Kapazität: 3.000 Personen[11])
- Durchfahrt (hinter der Freiluft-Bühne, von der Baumgasse aus für Lieferverkehr befahrbar)
- Beisl (wienerischer Ausdruck für eine Gaststätte)[12]
- Verwaltungsgebäude

Es gibt mehrere Bars. Speisen und Imbisse werden in der Regel nach Bedarf an aufgebauten Ständen im Freigelände verkauft.
Die aus der früheren Industrie-Architektur stammenden kahlen Ziegelwände sind teilweise mit Graffiti versehen und machen den besonderen Charme der Arena aus. Auch ein weithin sichtbarer Schornstein ist erhalten geblieben.

## Regelmäßige Veranstaltungen
Regelmäßig wiederkehrende Veranstaltungen in der Arena sind unter anderem Roadtrip To Outta Space, Therapy Sessions, Mainframe, Eyesprung und Iceberg, Badlands Massacre, der Bandwettbewerb Local Heroes sowie im Sommer die Arena Bierwoche und das Arena Sommerkino. Bis 2013 fand auch das jährliche FM4-Geburtstagsfest in der Arena statt.

## Film
Ruth Beckermann, Josef Aichholzer, Franz Grafl: Arena besetzt (1977, 75 Minuten)
Otto Mörth, Cornelia Krauss: Arenafreiheit (A 2006, 50 Minuten)